# Tomme céronnée
La tomme céronnée (ou tomme fermière céronnée) est le plus vieux fromage de Savoie. C'est un fromage à pâte pressée non cuite fabriqué avec du lait cru de vache en Haute-Savoie et en Savoie. Elle est issue d'une fabrication artisanale chaque jour de l'année avec du lait cru de vache thermisé.

## Origine
En Haute-Savoie, c'est un fromage très réputé et désiré, c'est un mets fabriqué en Savoie,.

## Présentation

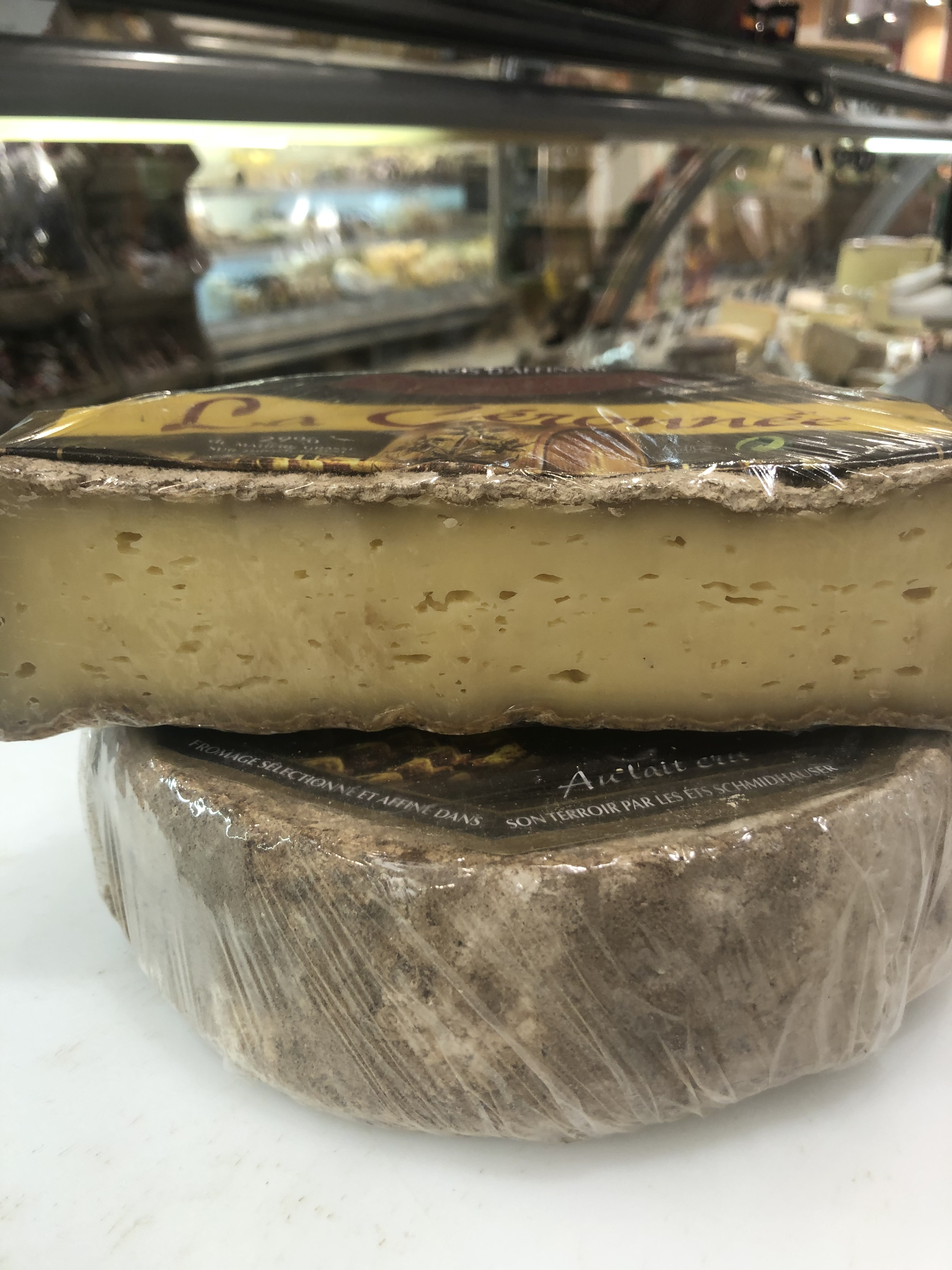
Tomme céronnée découpée en deux et filmée

En Savoie et Haute-Savoie, ce fromage est appelé Tomme céronnée. Elle est appréciée du grand public pour les saveurs épicées qu'elle apporte en comparaison avec les autres tommes déjà connues. Elle est disponible à la coupe dans les grandes surfaces, pèse entre 1,2 et 1,6 Kg pour un diamètre de 18 à 21 cm et une hauteur de 5 à 8 cm.

## Type de fromage
C'est un fromage à pâte molle pressé non cuite, sa croute fleurie n'est pas brossée pour permettre aux cirons de la farine de proliférer et ainsi de produire cet arôme typique de noix verte et d'épices qui la caractérise.
C'est l'affinage de cette Tomme qui lui donne ce goût prononcé, persistant et épicé. On compte au minimum 3 mois d'affinage pour cette Tomme, mais elle est généralement volontairement oubliée dans la cave pour développer cette amertume qu'on connaît en bouche. Sa croûte est plutôt brune et poudreuse due a l'absence de brossage avant la mise en cave. La couleur de sa pâte est également brune et plutôt souple a la coupe,.

## Accords mets et vins
C'est l'affinage de cette Tomme qui lui donne ce goût prononcé et épicé. Cette texture poussiéreuse lui prodigue un gout franc et marqué.
C'est un mets qui se différencie des autres par sa croûte qui apporte volontairement ce goût de noix et d'épices, c'est un fromage qui se déguste idéalement tous les mois de l'année avec différents vins blancs de Savoie comme l'Apremont ou le Chignin.